# Весиндарио (футбольный клуб)
«Весиндарио» (исп. UD Vecindario) — бывший испанский футбольный клуб из одноимённого города, в провинции Лас-Пальмас в автономном сообществе Канарские острова. Клуб основан в 1962 году, домашние матчи проводил на стадионе «Мунисипаль Весиндарио», вмещающем 4 500 зрителей. В Примере команда никогда не выступала, лучшим результатом является 22-е место в Сегунде в сезоне 2006/07.

## Сезоны по дивизионам
- Сегунда — 1 сезон
- Сегунда B — 10 сезонов
- Терсера — 14 сезонов
- Региональная лига — 29 сезонов

## Достижения
- Терсера
  - Победитель: 2002/03